# Lukáš Stratil
Lukáš Stratil (Vítkov, 29 gennaio 1994) è un calciatore ceco, attaccante del Frýdek-Místek.